# Akhmetjan Iessimov
Vous pouvez aider à l'améliorer ou bien discuter des problèmes sur sa page de discussion.
- Il ne cite pas suffisamment ses sources. Vous pouvez indiquer les passages à sourcer avec {{référence nécessaire}} ou {{Référence souhaitée}}, et inclure les références utiles en les liant aux notes de bas de page. (Marqué depuis juin 2019)
- Il est orphelin : moins de trois articles lui sont liés. Aidez à ajouter des liens en plaçant le code [[Akhmetjan Iessimov]] dans les articles relatifs au sujet. (Marqué depuis juin 2019)

- Archive Wikiwix
- Bing
- Cairn
- DuckDuckGo
- E. Universalis
- Gallica
- Google
- G. Books
- G. News
- G. Scholar
- Persée
- Qwant
- (zh) Baidu
- (ru) Yandex
- (wd) trouver des œuvres sur Wikidata

Akhmetjan Smaghoulouly Iessimov (kazakh : Ахметжан Смағұлұлы Есімов), né le 15 décembre 1950, est un économiste et homme politique kazakh, président du conseil d'administration de la Caisse nationale de prévoyance sociale Samrouk-Kazyna depuis décembre 2017[réf. nécessaire].
Il est aussi président du conseil d'administration de la société nationale Astana Expo-2017, mais également ancien maire de la ville d'Almaty (2008-2015) et ancien ministre de l'Agriculture de la République du Kazakhstan (2001-2008). Il a été nommé Héros du travail du Kazakhstan.

## Biographie
Akhmetjan Iessimov naît le 19 décembre 1950 dans le village de Komsomol (ru) (raïon de Kaskelen, oblast d'Alma-Ata). Il est diplômé de la Faculté de mécanisation agricole de l'Institut agricole kazakh et de l'Académie des sciences sociales du Comité central du Parti communiste de l'Union soviétique. Il est titulaire d'un doctorat en sciences économiques. Il a commencé sa carrière en 1968 en tant que méthodologiste du sport au sein de l'exploitation agricole d'État Droujba. Après l'obtention de son diplôme, il a travaillé comme ingénieur mécanique à l'exploitation agricole d'État Leninski et a présidé le comité de travail syndical de l'Institut kazakh de recherche sur la pomme de terre et les légumes. 
En 1979, il devient instructeur du département organisationnel du comité du Parti communiste du Kazakhstan pour le raïon de Kaskelen, puis est élu secrétaire du comité du Parti à l'exploitation agricole d'État Leninski. À partir de 1982, il est instructeur au département agricole du Comité du Parti communiste du Kazakhstan pour l'oblast d'Alma-Ata. 
À partir de 1983, il est directeur de l'exploitation agricole d'État Leninski. 
En 1985, il est nommé président du comité exécutif du raïon de Kaskelen. 
En 1986, il est élu premier secrétaire du comité du Parti communiste du Kazakhstan pour le raïon de Tchilik (en).
Depuis 1988, il est premier adjoint du comité exécutif régional d'Alma-Ata, et président de l'industrie régionale et secrétaire du Comité régional Alma-Ata du Parti communiste du Kazakhstan. 
Il a été nommé premier vice-président de l'industrie agricole d'État de l'URSS kazakhe en 1990 et, en 1991, il a été nommé premier vice-ministre de l'agriculture et de l'alimentation de l'URSS kazakhe. 
De septembre 1991 à février 1992, il a été président du Conseil régional des députés du peuple d'Alma-Ata. 
Il a officié de 1994 à 1998 en tant que vice-Premier Ministre, secrétaire d’État, premier vice-Premier Ministre, puis président de la commission d’État sur l'investissement et chef de l'administration présidentielle kazakhe. Pendant plusieurs années, il a représenté le Kazakhstan en tant qu'ambassadeur extraordinaire et plénipotentiaire aux Pays-Bas et au Luxembourg. Il a dirigé la mission du Kazakhstan auprès de l'UE et de l'OTAN. 
De mai 2001 à janvier 2006, il a officié comme ministre de l'Agriculture, vice-premier ministre de la République du Kazakhstan. Le 19 janvier 2006, il redevient chef du ministère de l'Agriculture de la République du Kazakhstan. 
Le 4 avril 2008, lors de sa 9e session extraordinaire, le mäslikhat (en) (assemblée locale) d'Almaty a approuvé à l'unanimité la candidature d'Akhmetjan Iessimov au poste de maire de la ville. Le 16 octobre 2008, lors de la 8e conférence du parti présidentiel Nour-Otan, Iessimov a été élu président de la branche almataise du parti. 
Le 9 août 2015, il a été nommé Président du Conseil d'administration de la Société Nationale Astana Expo 2017 sur ordre du Président de la République du Kazakhstan. Le 23 décembre 2017, il a été nommé président du conseil d'administration de la Caisse nationale de protection sociale Samrouk-Kazyna[réf. nécessaire]. 